# Salerno
Salerno (Salierno en napolitano, Saliërn en dialecto salernitano) es una ciudad italiana de 133 364 habitantes, capital de la provincia homónima. 

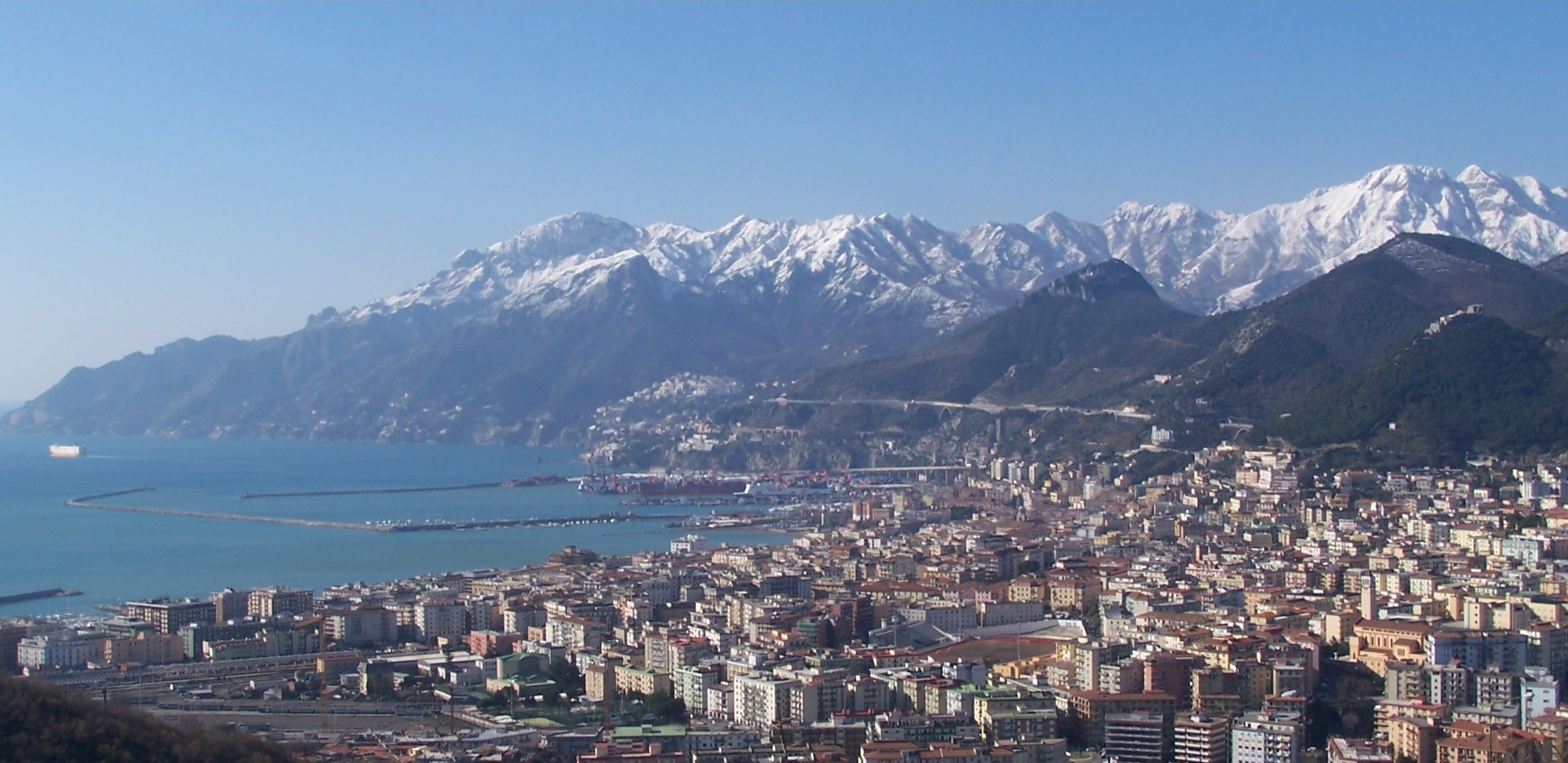
Salerno, vista norte hacia la Costa Amalfitana en invierno

La ciudad, la segunda más poblada de la Campania tras Nápoles, es conocida por la Escuela Médica Salernitana, que fue la primera y la más importante institución médica de la Europa medieval, y que es considerada «la madre de las universidades modernas».

## Historia

Extensión máxima del Principado de Salerno, en tiempos de Guaimario IV, a mediados del siglo XI

Salerno fue fundada por los romanos y luego fue la capital de un principado lombardo independiente desde mediados del siglo IX hasta la conquista normanda del sur de Italia. 
Con el príncipe Guaimario IV Salerno llegó a unificar por algunos años todo el sur de Italia por primera vez desde la caÍda del imperio romano de occidente.
En 1077 la ciudad fue conquistada por el normando Roberto Guiscardo y dejó de ser la capital de su gran principado longobardo, y sus una vez extensos dominios fueron incluidos en el Ducado de Apulia y de Calabria, donde siguió siendo por otro medio siglo la capital administrativa. 
Los normandos en 1078 trasladaron su capital de Melfi a Salerno, que era llamada "Opulenta Salernum" y que con su Schola Medica Salernitana era el centro cultural de todo el sur de Italia. 
Sucesivamente los normandos crearon un prototipo de estado en el sur de Italia, uniendo sus posesiones en "Puglia-Calabria" con las del Principado de Salerno, que fue el precursor del Reino de Sicilia creado en 1130. 
Con Federico II (cuya madre había sido encarcelada en un castillo de la ciudad) comenzó la decadencia de Salerno: la capital del sur de Italia fue trasladada a Nápoles, que así empezó su crecimiento mientras Salerno fue perdiendo en importancia. 

El Ducado de Apulia y Calabria hacia el año 1100, cuya capital fue Salerno tras haberlo sido antes Melfi.

La ciudad tuvo su último período de gloria con el príncipe Ferrante Sanseverino (1507-1568), que se opuso con sus ideales del Renacimiento italiano a los dictámenes de la Inquisición y consiguientemente fue desterrado. El título de "Príncipe de Salerno" se dejó vacante y la ciudad entró en una fase de completa decadencia. 
En los tiempos de Napoleón Salerno era una pequeña ciudad provincial de apenas 3000 habitantes y hasta lo que quedaba de su famosa "Schola Medica" fue clausurado. 
Sólo con el Risorgimento del siglo XIX Salerno empezó a recobrar su nivel originario, volviendo a ser en pocas décadas una ciudad muy importante del sur italiano. Una considerable construcción de edificios públicos (como el Teatro Verdi) fue iniciada después de la unificación de Italia en 1861.
En el pasado cercano, Salerno fue famosa por haber sido refugio del rey Víctor Manuel III (alejado de Roma en 1943 después de que Italia negoció una paz con los Aliados) en la Segunda Guerra Mundial. En esa ocasión Salerno fue «Capital de Italia» durante casi un año. La ciudad ha tenido un crecimiento enorme desde los años cincuenta, doblando su población hasta tener casi 160000 habitantes en 1982 y convirtiéndose en una de las principales ciudades del sur italiano.
Es de interés su catedral de finales del siglo XI, muy modificada posteriormente. Durante la Edad Media Salerno tuvo la universidad de medicina más célebre y antigua de Europa: la Schola Medica Salernitana. El Instituto de Universidad de Magistero Giovanni Cuomo, fundado en 1944, fue herencia distinguida de una tradición antigua. Desde 1968, cuando la Universidad de Salerno se hizo pública, las inscripciones han crecido cada vez más. Hoy los dos recintos universitarios de Fisciano y Baronissi cuentan con diez facultades y acogen a más de 40 000 estudiantes.
Actualmente Salerno constituye un importante centro turístico, comercial e industrial del sur de Italia. Más de dos millones de turistas asisten a "Luci d'artista" (festival de luminarias navideñas) cada invierno en la ciudad.
Para los católicos en el mundo lo más importante de Salerno es su "Cripta" (del Renacimiento, dentro la Catedral) en el centro histórico, ya que contiene los restos de uno de los doce apóstoles: San Mateo Evangelista.

## Sitios de interés turístico de Salerno

### Lugares turísticos

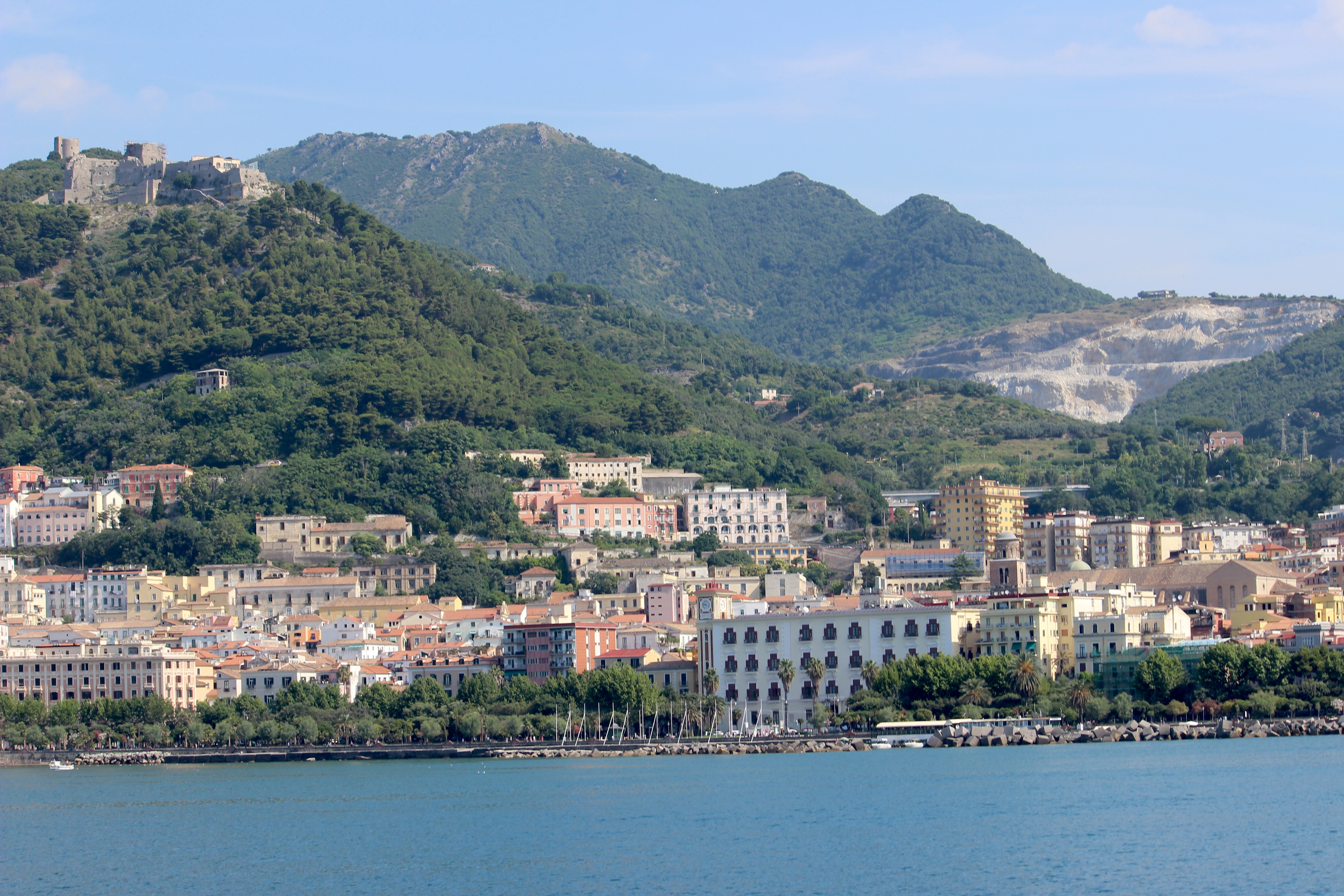
El Lungomare Trieste desde el mar.

- Lungomare Trieste. Es el paseo marítimo de Salerno. Creado después de la última guerra mundial, tomó como modelo los paseos de la Costa Azul francesa. Está poblado de tamariscos.[6]
- Castillo de Arechi. Es el castillo medieval de la ciudad. Tiene una vista espectacular de la Costa Amalfitana y de Salerno.
- Centro histórico de Salerno. Es la parte más vieja de Salerno y contiene muchos palacios del alto medievo bien conservados. En su centro se levanta la catedral.
- Giardino della Minerva. Fue el primer jardín botánico de Europa y fue fundado por la Schola Medica Salernitana.
- Parque del Mercatello. Es un gran parque en la sección sur de la ciudad.
- Fuerte La Carnale. Fuerte medieval actualmente dedicado a muestras y exposiciones.
- Villa Comunale di Salerno. Es el jardín de la ciudad medieval. Tiene la fuente "Don Tullio" del renacimiento.
- Via dei Mercanti. Es la calle principal de la vieja ciudad y está llena de negocios.
- Area archeologica etrusco-sannitica di Fratte es una zona arqueológica de los antiguos etruscos que incluye una amplia necrópolis.
- Corso Garibaldi. La mayor avenida de la ciudad

#### Edificios civiles

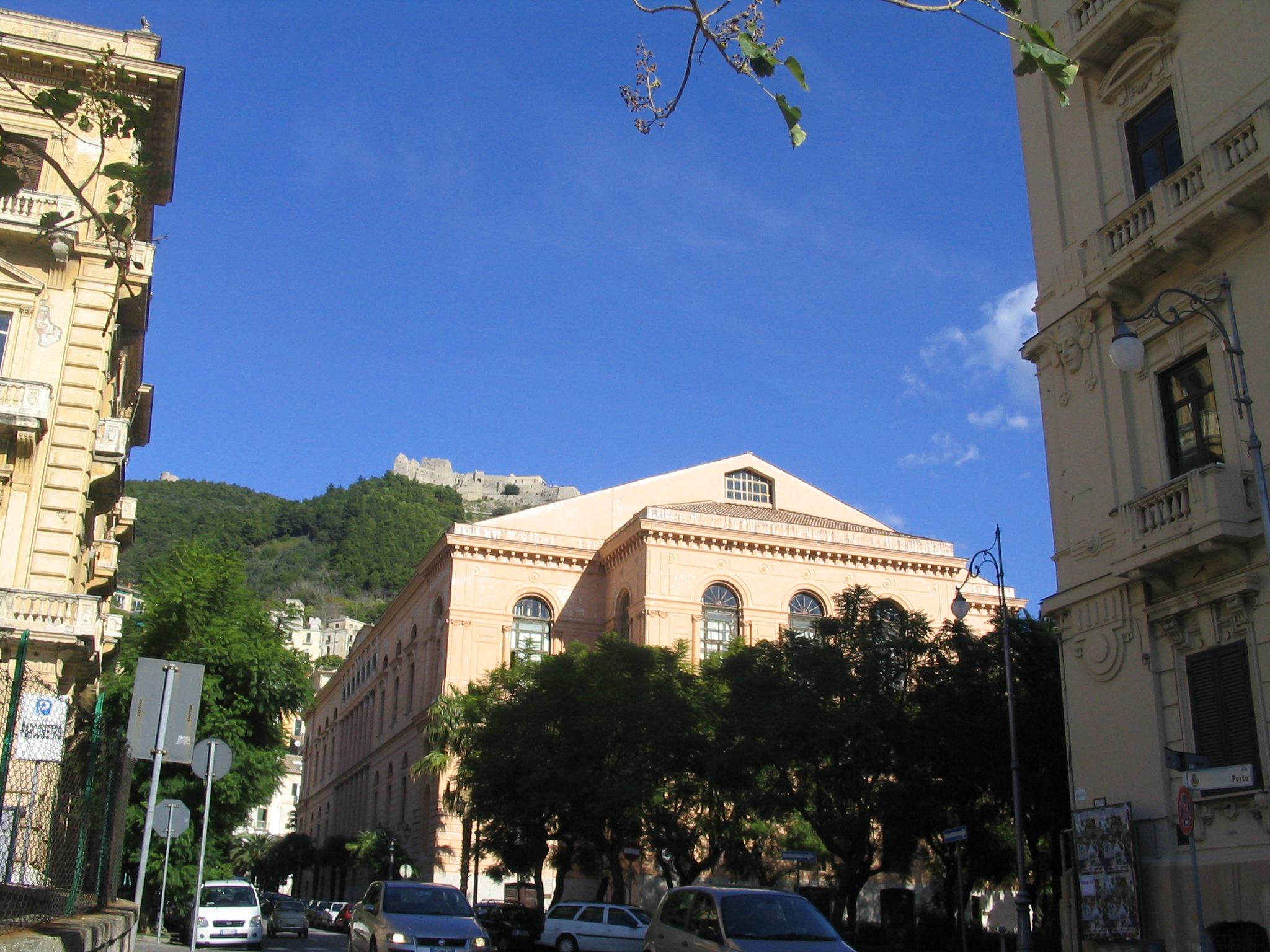
El Teatro Verdi.

- Teatro Verdi. El teatro de Salerno fue levantado en 1872 y contiene pinturas de Gaetano D'Agostino.
- Palazzo di Città di Salerno. El edificio del ayuntamiento de Salerno fue hecho en época fascista y fue sede del gobierno italiano en 1944, cuando Salerno fue "capital de Italia".
- Palazzo Genovese. Palacio en estilo barroco del arquitecto Ferdinando Sanfelice.
- Palazzo Pinto. Palacio del renacimiento situado en el centro de la comercial "Via dei mercanti". Contiene la "Pinacoteca Provincial".
- Palazzo De Ruggiero. Palacio del siglo XVI, situado cerca de la catedral.
- Crescent. Palacio moderno, de frente a la plaza más grande de Italia.
- Castel Terracena,Palazzo Fruscione, Palazzo Copeta, Palazzo d'Avossa, Palazzo Ruggi d'Aragona, Palazzo Morese. Estos palacios del siglo XVII se levantan en el centro histórico de Salerno, alrededor de la catedral.

#### Edificios religiosos

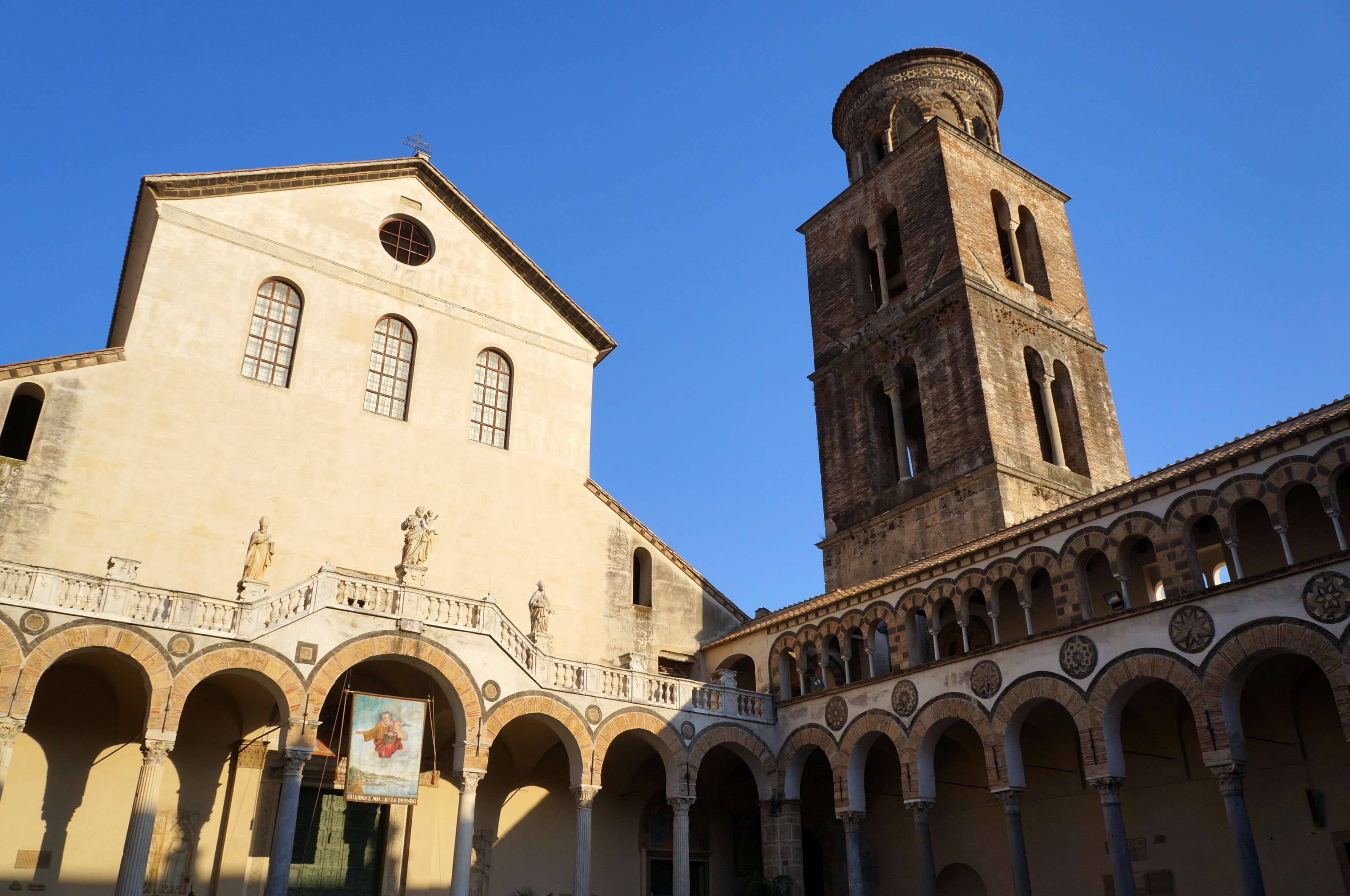
La Catedral de Salerno.

- La Catedral de Salerno domina la vieja ciudad. Contiene los restos de San Mateo Evangelista. Es la principal atracción turística de Salerno, gracias a su lujosa cripta.[7]
- Chiesa della SS. Annunziata. Esta iglesia del siglo XIV tiene una famosa torre, hecha por el arquitecto Ferdinando Sanfelice.
- Chiesa del SS. Crocifisso. Iglesia medieval con una cripta anterior al siglo X.
- Chiesa di San Gregorio. La iglesia es del siglo X, cerca de la "Via dei mercanti", y contiene un "Museo didáctico" de la Escuela médica de Salerno.
- Chiesa di San Giorgio. Es la iglesia barroca más bella de la ciudad. Tiene cuadros de Andrea Sabatini y Francesco Solimena.
- Chiesa di San Pietro in Vinculis. Iglesia medieval que tiene frescos y cuadros del renacimiento italiano.
- Chiesa di San Pietro a Corte. Iglesia lombarda del siglo IX. Famosa por su "Cappella Palatina" del príncipe lombardo Arechis IV.
- Chiesa dell'Annunziatella. La iglesia se encuentra cerca del antiguo foro romano y tiene una famosa fuente del siglo XVI en su entrada.

#### Museos

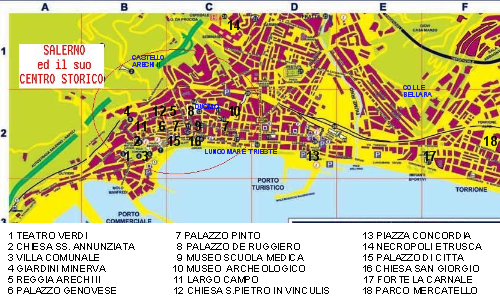
Plano de Salerno

- Museo Archeologico Provinciale. El museo se encuentra en el viejo monasterio de los benedictinos de Salerno y contiene una famosa cabeza de Apolo de la antigua Roma.
- Museo Didattico della Scuola Medica Salernitana. Contiene valiosas obras de la época lombarda de Salerno y de su escuela médica.
- Museo Diocesano di Salerno. Situado cerca de la catedral, contiene muchas obras de arte litúrgico.
- Pinacoteca Provinciale. Museo famoso por contener las obras de Andrea Sabatini, que trabajó en la Capilla Sixtina).

### Alrededores
Salerno se encuentra en el centro de un triángulo geográfico llamado "Triángulo de las tres P", cuyos vértices son las tres localidades histórico-turísticas Pompeya, Positano y Paestum.
En la periferia norte de Salerno se puede visitar en el barrio "Fratte" el Area archeologica etrusco-sannitica di Fratte, que es una zona arqueológica de los antiguos etruscos y que incluye una amplia necrópolis. Esta área fue el asentamiento más al sur de los Etruscos en Italia.

## Evolución demográfica

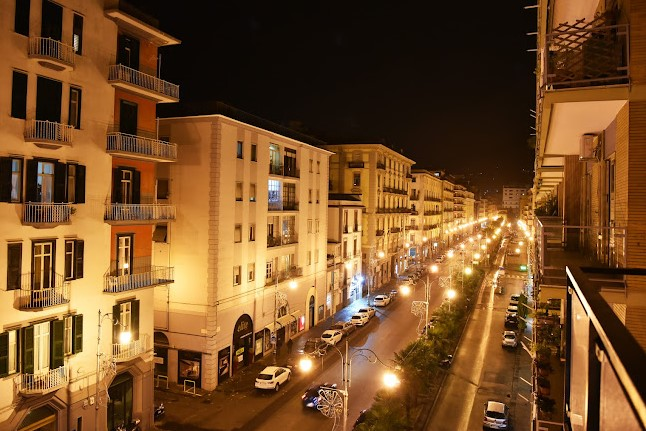
Corso Garibaldi de Salerno de noche

| Gráfica de evolución demográfica de Salerno entre 1861 y 2001 |
|                                                               |
| Fuente ISTAT - elaboración gráfica de Wikipedia               |

## Deportes
El club de fútbol de la ciudad, US Salernitana 1919, participa actualmente en la Serie A, la primera categoría del fútbol nacional, pero a partir de la temporada 2024-25 competirá en la Serie B tras haber descendido de categoría.
Disputa sus encuentros de local en el Estadio Arechi cuyo aforo supera los 35.000 espectadores.